# E3 Prijs Harelbeke 1972
L'E3 Prijs Harelbeke 1972, quindicesima edizione della corsa, si svolse il 25 marzo su un percorso di 226 km, con partenza ed arrivo a Harelbeke. Fu vinta dal belga Hubert Hutsebaut della squadra Goldor-Ijsboerke davanti ai connazionali Eddy Merckx e Walter Godefroot.

## Ordine d'arrivo (Top 10)
| Pos. | Corridore           | Squadra             | Tempo    |
| ---- | ------------------- | ------------------- | -------- |
| 1    | Hubert Hutsebaut    | Goldor-Ijsboerke    | 5h39'25" |
| 2    | Eddy Merckx         | Molteni             | s.t.     |
| 3    | Walter Godefroot    | Peugeot-BP-Michelin | s.t.     |
| 4    | Noël Vantyghem      | Novy-Dubble Bubble  | a 1'14"  |
| 5    | Frans Verbeeck      | Watney-Avia         | s.t.     |
| 6    | Ronny Van De Vijver | Goldor-Ijsboerke    | s.t.     |
| 7    | André Dierickx      | Beaulieu-Flandria   | s.t.     |
| 8    | Roger Rosiers       | Bic                 | s.t.     |
| 9    | Ronald De Witte     | Peugeot-BP-Michelin | s.t.     |
| 10   | Johan De Muynck     | Beaulieu-Flandria   | s.t.     |